# 冉子祠 (嘉祥县)
冉子祠，位于山东省嘉祥县黄垓镇，是中华人民共和国山东省省级文物保护单位之一。
2013年，列入第四批山东省文物保护单位，该文物保护单位是一座古建筑。